# Nova Božurna
Nova Božurna (izvirno srbsko Нова Божурна) je naselje v Srbiji, ki upravno spada pod Občino Prokuplje; slednja pa je del Topliškega upravnega okraja.

## Demografija
V naselju živi 192 polnoletnih prebivalcev, pri čemer je njihova povprečna starost 42,8 let (40,0 pri moških in 45,7 pri ženskah). Naselje ima 76 gospodinjstev, pri čemer je povprečno število članov na gospodinjstvo 3,14.
To naselje je, glede na rezultate popisa iz leta 2002, večinoma srbsko.
|  |

| Demografija | Demografija     | Demografija     |
| Leto        | Št. prebivalcev | Št. prebivalcev |
| ----------- | --------------- | --------------- |
|             |                 |                 |
|             |                 |                 |
|             |                 |                 |
|             |                 |                 |
| 1948        | 306             |                 |
| 1953        | 314             |                 |
| 1961        | 295             |                 |
| 1971        | 273             |                 |
| 1981        | 235             |                 |
| 1991        | 260             | 242             |
| 2002        | 265             | 239             |
|             |                 |                 |

| Etnična sestava po popisu iz leta 2002 | Etnična sestava po popisu iz leta 2002 | Etnična sestava po popisu iz leta 2002 | Etnična sestava po popisu iz leta 2002 | Etnična sestava po popisu iz leta 2002 |
| -------------------------------------- | -------------------------------------- | -------------------------------------- | -------------------------------------- | -------------------------------------- |
| Srbi                                   | Srbi                                   |                                        | 226                                    | 94,56%                                 |
| Romi                                   | Romi                                   |                                        | 8                                      | 3,34%                                  |
| Slovenci                               | Slovenci                               |                                        | 1                                      | 0,41%                                  |
| Jugoslovani                            | Jugoslovani                            |                                        | 1                                      | 0,41%                                  |
| Neznano                                | Neznano                                |                                        | 0                                      | 0,0%                                   |